# Carolina Liquito
Carolina Liquito (Lisboa, 1996) é uma modelo e atriz português vencedora do concurso de beleza Miss Supranational Portugal 2019, sendo assim, irá agora representar Portugal no Miss Supranational 2019 realizado em 6 de dezembro de 2019 em Polónia.

## Filmografia
- 2019 - Miss Supranational 2019
- 2021 - Living Under the Gun